# Aalstrich

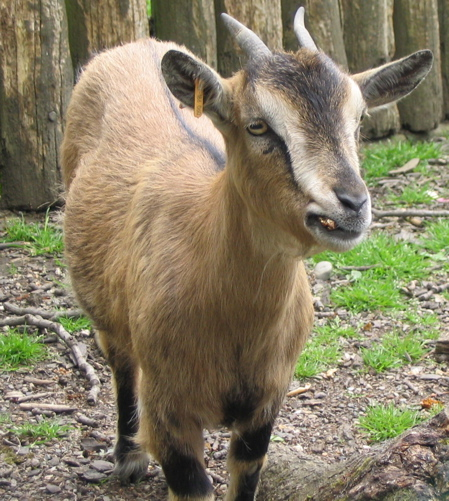
Aalstrich bei einer Hausziege

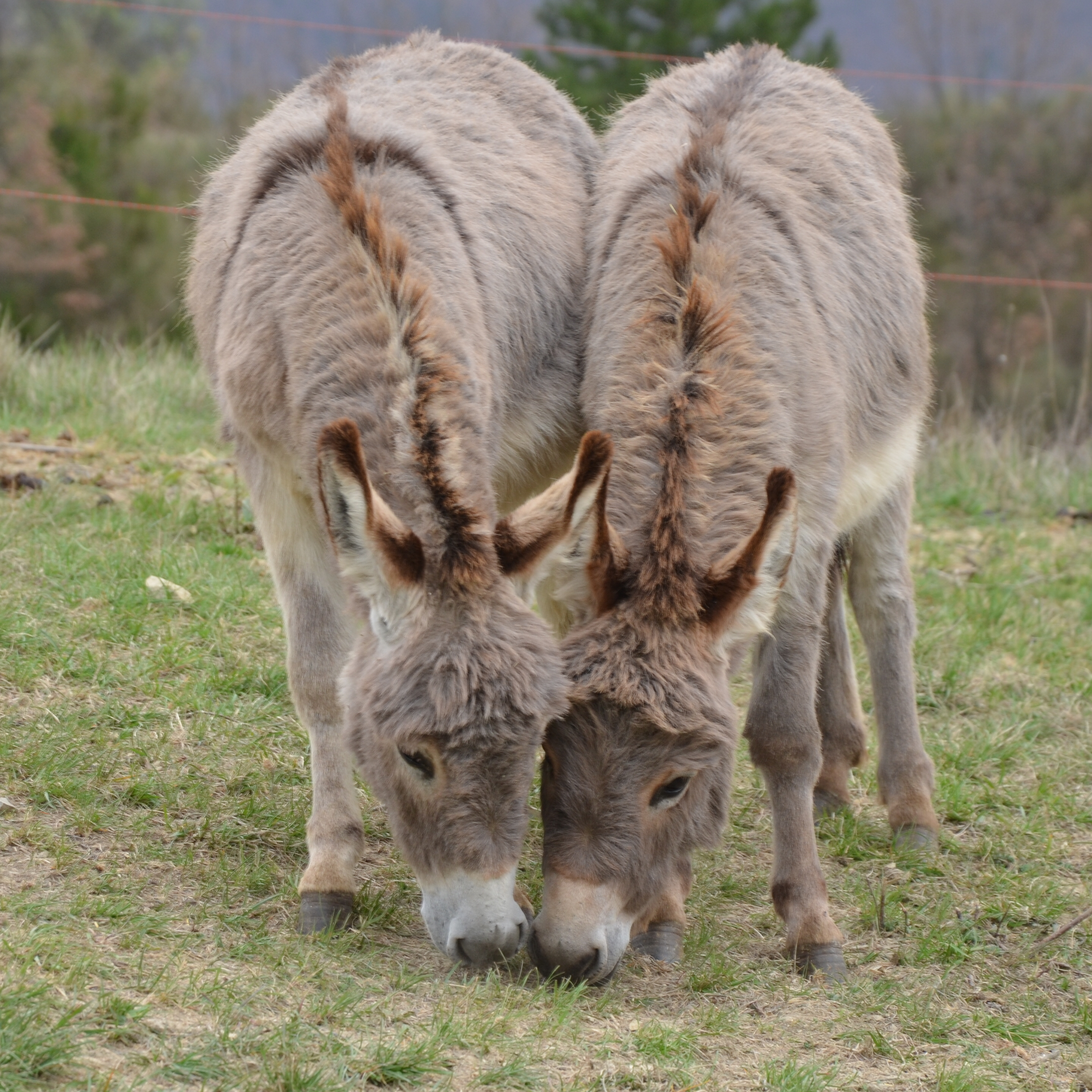
Kreuzstrich beim Provencalischen Esel

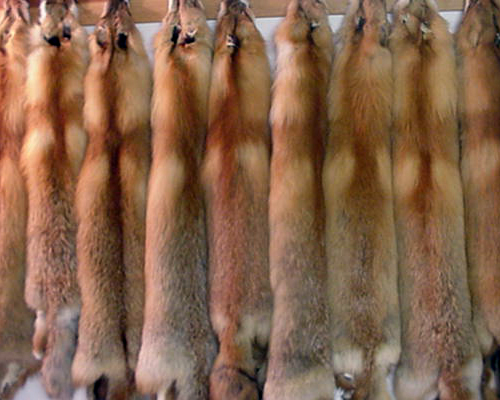
Grotzen (Aalstriche) an Rotfuchsfellen

Als Aalstrich, Aalstreif oder Rückgratstrich wird der von der übrigen Färbung abweichende, dunkle, schmale Streifen entlang des Rückgrats der Wirbeltiere bezeichnet.

## Allgemeines
Der Aalstrich hat seinen Namen von seiner Form, die der Gestalt eines Aals ähnelt.
Funktionell dient er der besseren Erkennung der Konturen hellhäutiger (falber) Arten und Rassen und damit dem Sozialverhalten. 
Der Aalstrich tritt bei vielen Nutz- und Heimtierrassen auf.

## Ridge
Beim sogenannten Ridge handelt es sich dagegen nicht um einen Farbunterschied. Hier liegt die Ursache für die Besonderheit im Fell darin, dass Haarfollikel nicht nach hinten (dorsal), sondern zur Seite (lateral) orientiert sind. Die Vererbung erfolgt autosomal dominant: Alle Hunde mit einem R-Allel entwickeln einen Ridge. Ein Ridge tritt bei drei miteinander verwandten Hunderassen auf: Rhodesian Ridgeback, Thai Ridgeback und Phu Quoc Ridgeback. Beim Rhodesian Ridgeback gibt es einen Zusammenhang zum Auftreten von Dermoid Sinus, das beim Menschen dem Dermalsinus entspricht. Es handelt sich dabei um eine röhrenförmige Hautöffnung, die bis zum Rückenmark reichen kann und ein Infektionsrisiko birgt. Während man Hunde mit der Allelkombination R/R und R/r anhand des Rigdes nicht unterscheiden kann, ist bei R/R-Hunden die Prävalenz für den Dermoid Sinus deutlich erhöht.

## Kreuzstrich
Kreuzt sich ein Rückgratstrich mit einem Schulterstrich, bezeichnet man das Ganze als Kreuzstrich oder Kreuz. Dieses Muster tritt bei einigen Eselrassen auf, wie dem Provencalischen Esel, es wird auch als heiliges Zeichen gedeutet. Der Legende nach erhielten die Esel dieses Kreuzzeichen, als Jesus am Palmsonntag auf einem Esel in Jerusalem einzog.

## Grotzen
An Fellen wird der Aalstrich einschließlich des eventuell breiteren dunklen Rückens als Grotzen bezeichnet.

## Galerie

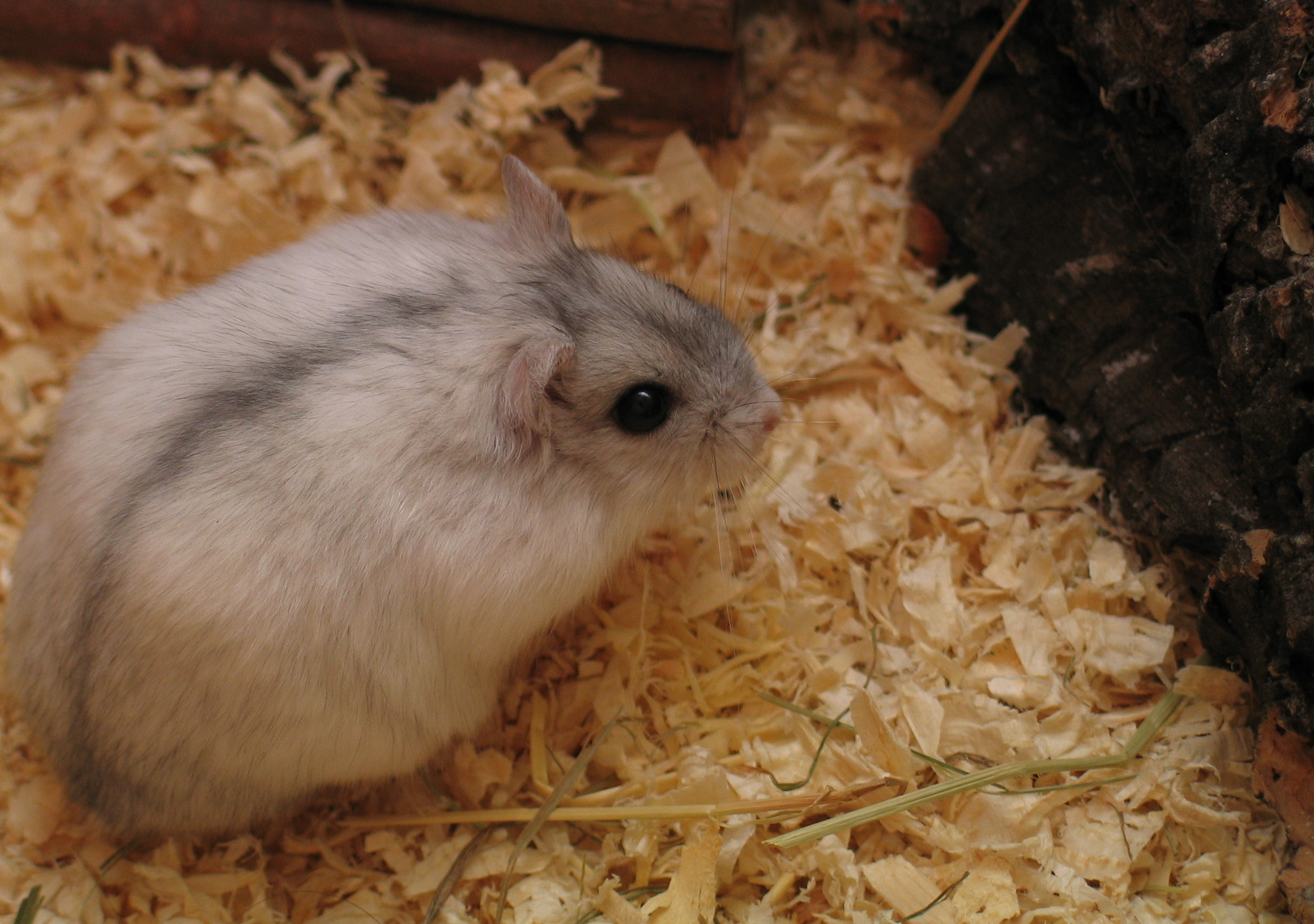
Aalstrich bei einem Zwerghamster
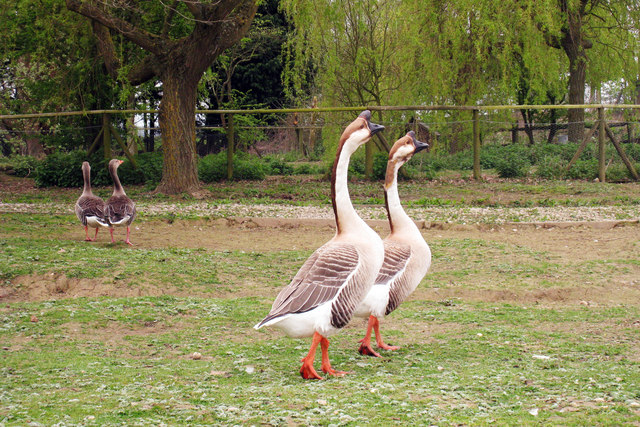
Aalstrich bei einer Höckergans
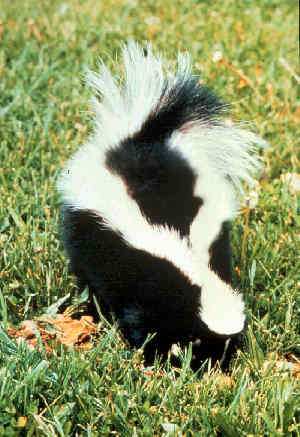
Breiter Aalstrich beim Skunk
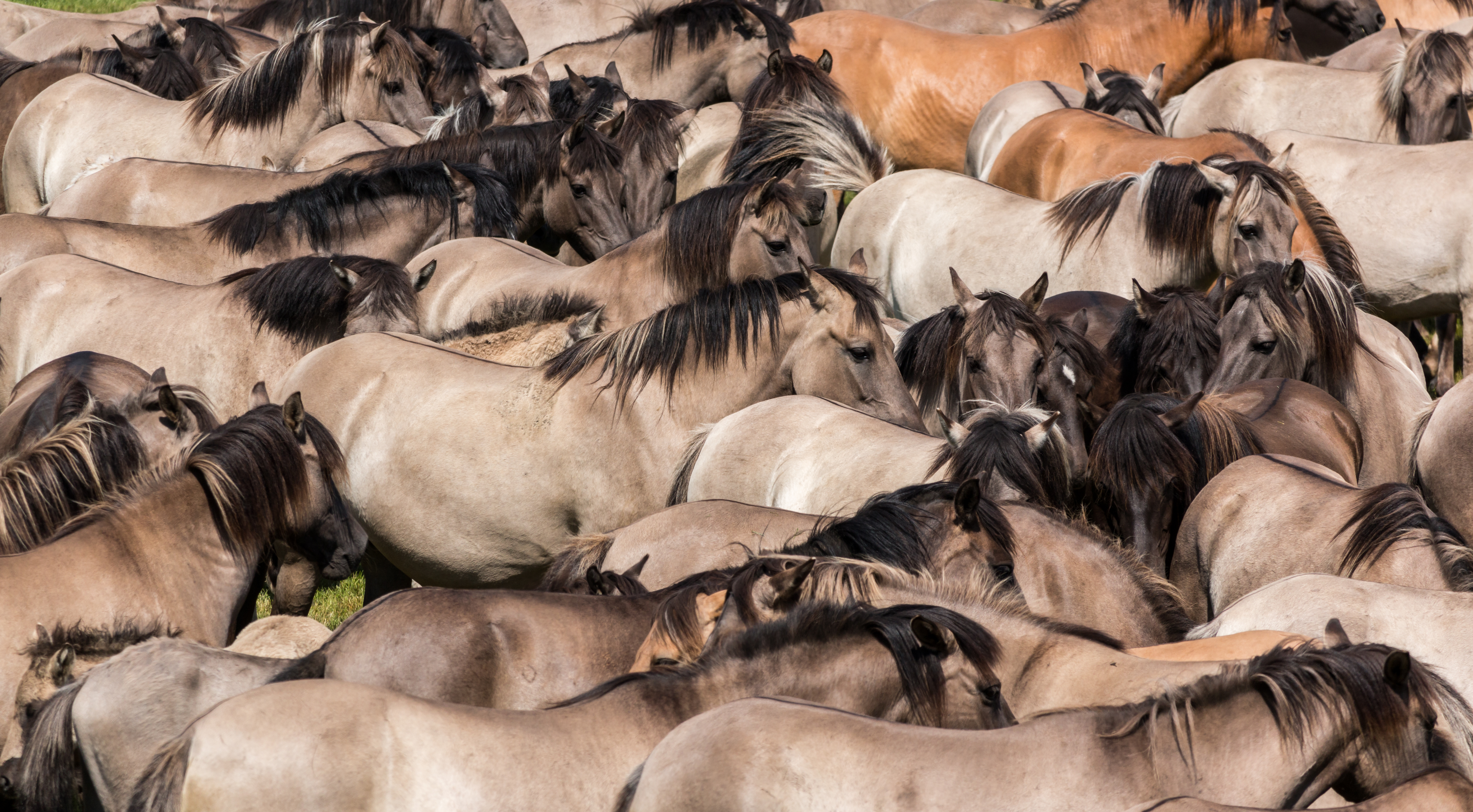
Aalstriche beim Dülmener Wildpferd